# Saint-Gilles-de-Crétot
Saint-Gilles-de-Crétot ist eine französische Gemeinde mit 387 Einwohnern (Stand: 1. Januar 2022) im Département Seine-Maritime in der Region Normandie. Die Gemeinde gehört zum Arrondissement Rouen und zum Kanton Port-Jérôme-sur-Seine (bis 2015: Kanton Caudebec-en-Caux).

## Geografie
Saint-Gilles-de-Crétot ist eine Landgemeinde im Pays de Caux und liegt etwa 33 Kilometer ostnordöstlich von Le Havre. Umgeben wird Saint-Gilles-de-Crétot von den Nachbargemeinden Saint-Aubin-de-Crétot im Norden und Nordwesten, Bois-Himont im Nordosten, Maulévrier-Sainte-Gertrude im Osten, Saint-Arnoult im Süden und Südosten sowie Saint-Nicolas-de-la-Haie im Westen.
| Bevölkerungsentwicklung   | Bevölkerungsentwicklung | Bevölkerungsentwicklung | Bevölkerungsentwicklung | Bevölkerungsentwicklung | Bevölkerungsentwicklung | Bevölkerungsentwicklung | Bevölkerungsentwicklung | Bevölkerungsentwicklung |
| ------------------------- | ----------------------- | ----------------------- | ----------------------- | ----------------------- | ----------------------- | ----------------------- | ----------------------- | ----------------------- |
| Jahr                      | 1962                    | 1968                    | 1975                    | 1982                    | 1990                    | 1999                    | 2006                    | 2013                    |
| Einwohner                 | 184                     | 188                     | 182                     | 194                     | 253                     | 268                     | 331                     | 435                     |
| Quelle: Cassini und INSEE |                         |                         |                         |                         |                         |                         |                         |                         |

## Sehenswürdigkeiten
- Kirche Saint-Gilles aus dem 16. Jahrhundert
- Schloss La Viézaire
- Schloss La Picotière
- Herrenhaus von Coquesoit